# مارتن هوراك
مارتن هوراك (بالتشيكية: Martin Horák)‏ هو لاعب كرة قدم تشيكي في مركز الدفاع، ولد في 16 سبتمبر 1980 في Mohelnice ‏ في التشيك. شارك مع منتخب جمهورية التشيك تحت 21 سنة لكرة القدم. أما مع النوادي، فقد لعب مع بوهيميانز 1905 ودنيزلي سبور وزينيت سانت بطرسبرغ وسبارتا براغ وسيبير نوفوسيبيريسك وشينيك ياروسلافل وفيكتوريا بلزن ونادي روستوف.

## وصلات خارجية
- مارتن هوراك على موقع الاتحاد التشيكي (الإنجليزية)
- مارتن هوراك على موقع اتحاد تركيا (لاعب) (الإنجليزية)
- مارتن هوراك على موقع قاعدة بيانات كرة القدم.إي يو (الإنجليزية)
- مارتن هوراك على موقع Soccerway.com (الإنجليزية)
- مارتن هوراك على موقع عالم كرة القدم.نت (الإنجليزية)